# Вислоцький Дмитро Федорович

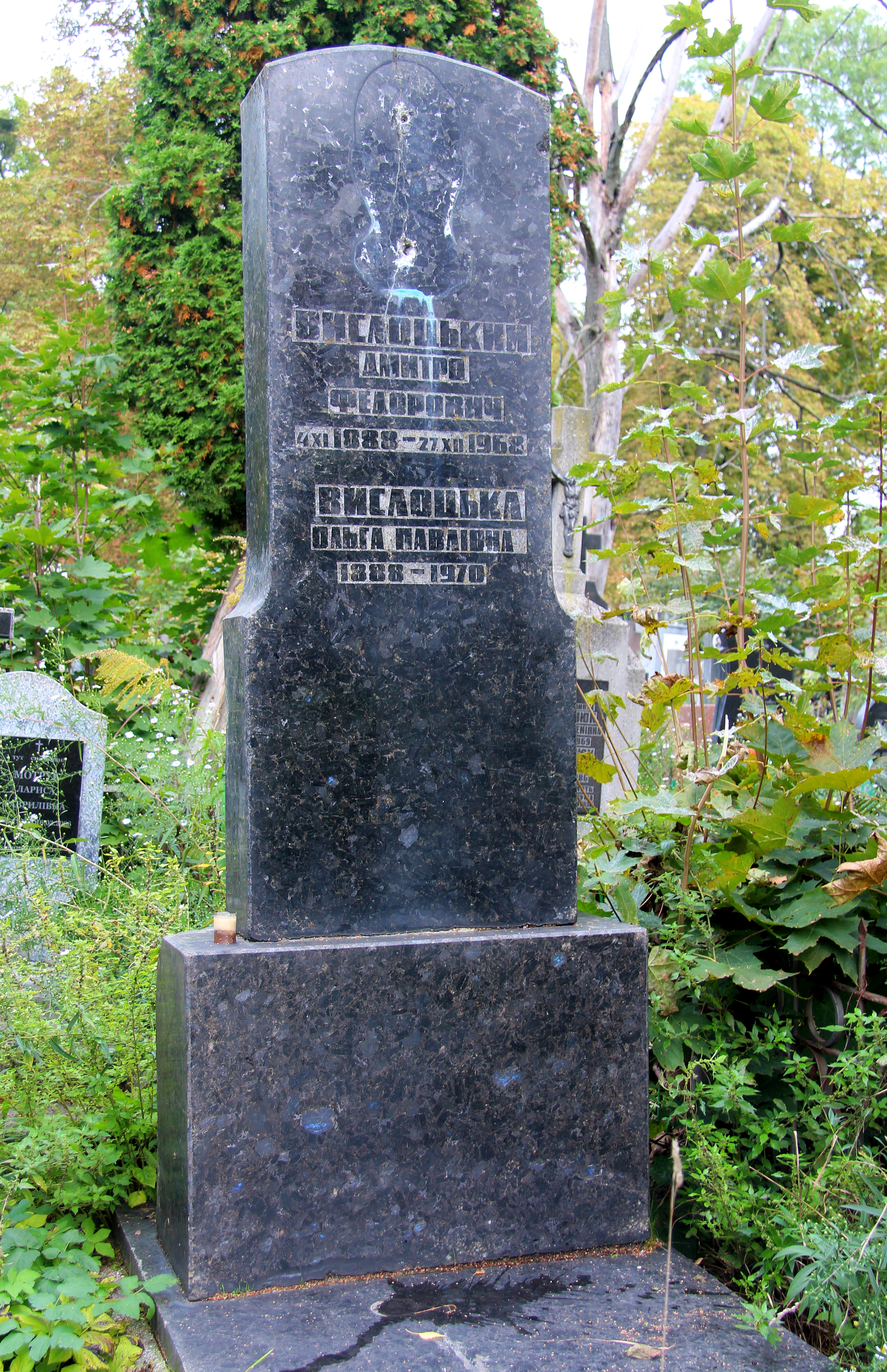

Дми́тро Фе́дорович Висло́цький (псевдо — Ванько Гунянка, Іван Політика; 4 листопада 1888, Лабова — 27 грудня 1968, Львів) — письменник, перекладач, журналіст, та громадсько-культурний діяч з Лемківщини.
Притримувався москвофільських й радянофільських поглядів. Автор оповідань і п'єс із життя лемків, шкільних підручників, статей.

## Життєпис

Обкладинка книги «Карпаторусскій букварь Ваня Гунянки»

Народився 4 листопада 1888 року в с. Лабова на Лемківщині в Галичині (на той час в Австро-Угорщині). Закінчив гімназію в Новому Сончі, студіював право у Львові.
Під час Першої світової війни був заарештований австрійською владою за звинуваченням у шпигунстві на користь Росії та ув'язнений у концтаборі Талергоф, де був засуджений до смертної кари, пізніше заміненої на довічне ув'язнення, але зрештою амністований. 1914 року був редактором часопису «Русская земля». У 1918—1920 роках — головний редактор часопису «Голос русскаго народа».
1922 року, аби уникнути депортації в Польщу, емігрував до Канади, а в 1927 перебрався до США, де мешкав до 1945. Був головним редактором газети «Карпатська Русь» — друкованого видання організації лемків-москвофілів «Лемко-Союз», яка розташовувалася у Йонкерсі, штат Нью-Йорк. У Клівленді видавав газету «Лемко» (1931—1939).
У 1934 році разом з делегацією західних інтелігентів Вислоцький відвідав СРСР. Їм показали з диявольською хитрістю «щасливе життя радянських людей», в яке він беззастережно повірив і після повернення в США став пристрасним агітатором за виїзд лемків з рідного краю та Америки до Радянського Союзу.
Під час Другої світової війни «Лемко-Союз» зібрав значну фінансову допомогу для Радянського Союзу, тісно співпрацював з прокомуністичними організаціями, за що Дмитра Вислоцького американський уряд випровадив у Польщу, звідки у 1946 році він потрапив спочатку до Ужгорода, а потім переїхав до Львова, де співпрацював із радянською пресою, пропагував радянофільські погляди.
З 25 серпня по 18 листопада 1946 року разом з редактором Всеслов'янського антифашистського комітету Н. Філатовим відвідав українських переселенців з Польщі у Сталінській та Тернопільській областях «з метою організації матеріалу про життя переселенців в СРСР для газети „Карпатська Русь“ на противагу тій брехливій кампанії, яка ведеться у фашистській українській пресі США і Канади з приводу переселенців-українців в СРСР».
1945 року оселився у рідній Лабовій, але згодом осів в Ужгороді. Він разом з дружиною, Іриною Невицькою, планував переселитися до Пряшева, але смерть Ірини Невицької наприкінці 1965 року перешкодила цим планам. Помер 27 грудня 1968 році та похований на Янівському цвинтарі у Львові.

## Літературна спадщина
Власні твори:
1931 року у співпраці з ілюстратором Іваном Русенко Вислоцький створив лемківський буквар під псевдонімом «Ваня Гунянка». Окрім того, серед його головних публіцистичних праць статті на тему русино-лемківського сепаратизму та Росії: Правда о Росії, За народну Правду, Слав'янське братсво, О лемках.
Переклади з російської на українську:
- Нікалай Гоголь (невідомий рік). Тарас Бульба. Переклад з великоросійського: Дмитро Вислоцький. Невідоме місце: невідоме видавництво. Невідома к-сть сторінок[3]

- Нікалай Островський (1937). Як гартувалася сталь. Переклад з великоросійського: Дмитро Вислоцький[9]. Ню-Йорк: Ізданіє Лемко-Союза в США. 383 стор.[10]

- История Совітского Союза по А. В. Шестакову (1938). Додаток: коротка история. Карпатской Руси. Переклад з великоросійського: Дмитро Вислоцький. Нью-Йорк: Ізданіє Лемко-Союза в США. 222 стор.